# Dezhou
Dezhou (cinese: 德州; pinyin: Dézhōu) è una città-prefettura della Cina nella provincia dello Shandong.

## Suddivisioni amministrative
- Distretto di Decheng
- Distretto di Lingcheng
- Laoling
- Yucheng
- Contea di Pingyuan
- Contea di Xiajin
- Contea di Wucheng
- Contea di Qihe
- Contea di Linyi
- Contea di Ningjin
- Contea di Qingyun